# Chuki Scharbaai
Marlène (Chuki) Scharbaai is een Curaçaos danseres en kledingontwerpster. Ze maakte haar dansdebuut in de jaren 1950. In 1994 verweest het dagblad Amigoe naar haar als legendarisch. Ze werd in 2006 onderscheiden met de Cola Debrotprijs.

## Biografie
Marlène Scharbaai, bijnaam Chuki, werd geboren in Fleur de Marie en raakte in dansen geïnspireerd tijdens de bezoeken met haar oma Delfina Gomez aan revues. Ze is vooral bekend geworden met dans op authentieke Curaçaose muzieksoorten.
Een van haar eerste optredens was in de jaren 1950 onder leiding van Carlos de Palm onder begeleiding van de muziekgroep Conhunto Sonora del Caribe. Tapdanser Tony Hassel liet haar kennis maken met de showwereld door voor haar optredens te regelen bij Helena Thaina. Andere bekende artiesten toen in haar carrière waren Dugo Schenker, Romualdo Hnast, Angel Job, theatereigenaar Fèchi Moron en vele anderen. Juan Fransisco Schmidt was een tijdlang haar danspartner.
In de jaren 1970 was ze een gevierd danseres. Ze gaf geregeld optredens met haar dansgroep Nos Corsow in het Curacao Hütonhotel. Maar ook elders, zoals op het naburige Aruba, en voor de televisie, zoals eind jaren 1980 op de zender TeleCuraçao.
Tijdens het Carnaval op Curaçao van 1994 werd de Marcha di Seu (optocht door de straten) van Willemstad opgedragen aan haar als legendarische danseres en voor haar lange dansloopbaan. In 2006 werd ze samen met Roy Colastica onderscheiden met de Cola Debrotprijs.
Ze heeft twee dochters, van wie Eduarda (de Bies) eveneens danseres is geworden. Naast haar werk als danseres ontwerpt ze traditionele kleding.